# Object Management Group
Az Object Management Group (OMG) konzorciumot 1989-ben alapították azzal a céllal, hogy az elosztott, objektumorientált rendszerek elterjedését elősegítsék. A tevékenységi köre az alapítás óta kibővült a modell-alapú tervezéssel, illetve a modell-alapú szabványok készítésével is. Az alapításkor 11 cég tartozott a konzorciumhoz, köztük az IBM, az Apple és a Sun, azonban időközben több mint 800 tagú szervezetté bővült, és az általa létrehozott szabványok nemzetközi elismertséget értek el.
Az OMG legismertebb fejlesztései a Common Object Request Broker Architecture (CORBA), amely a heterogén környezetben működő elosztott alkalmazások fejlesztését jelentősen megkönnyíti, illetve a Unified Modeling Language (UML), amely lehetővé teszi, hogy grafikus nyelv, illetve szintaxis segítségével dokumentáljuk és modellezzük az objektumorientált rendszereket.

## Az OMG főbb tevékenységi területei
- Common Object Request Broker Architecture (CORBA)
- Unified Modeling Language (UML)
- Model Driven Architecture
- XMI (XML Metadata Interchange)
- DDS
- Business Process Modeling Notation
- Software Process Engineering Metamodel

## Külső hivatkozások
- Az OMG hivatalos honlapja